# ミハイル・カン

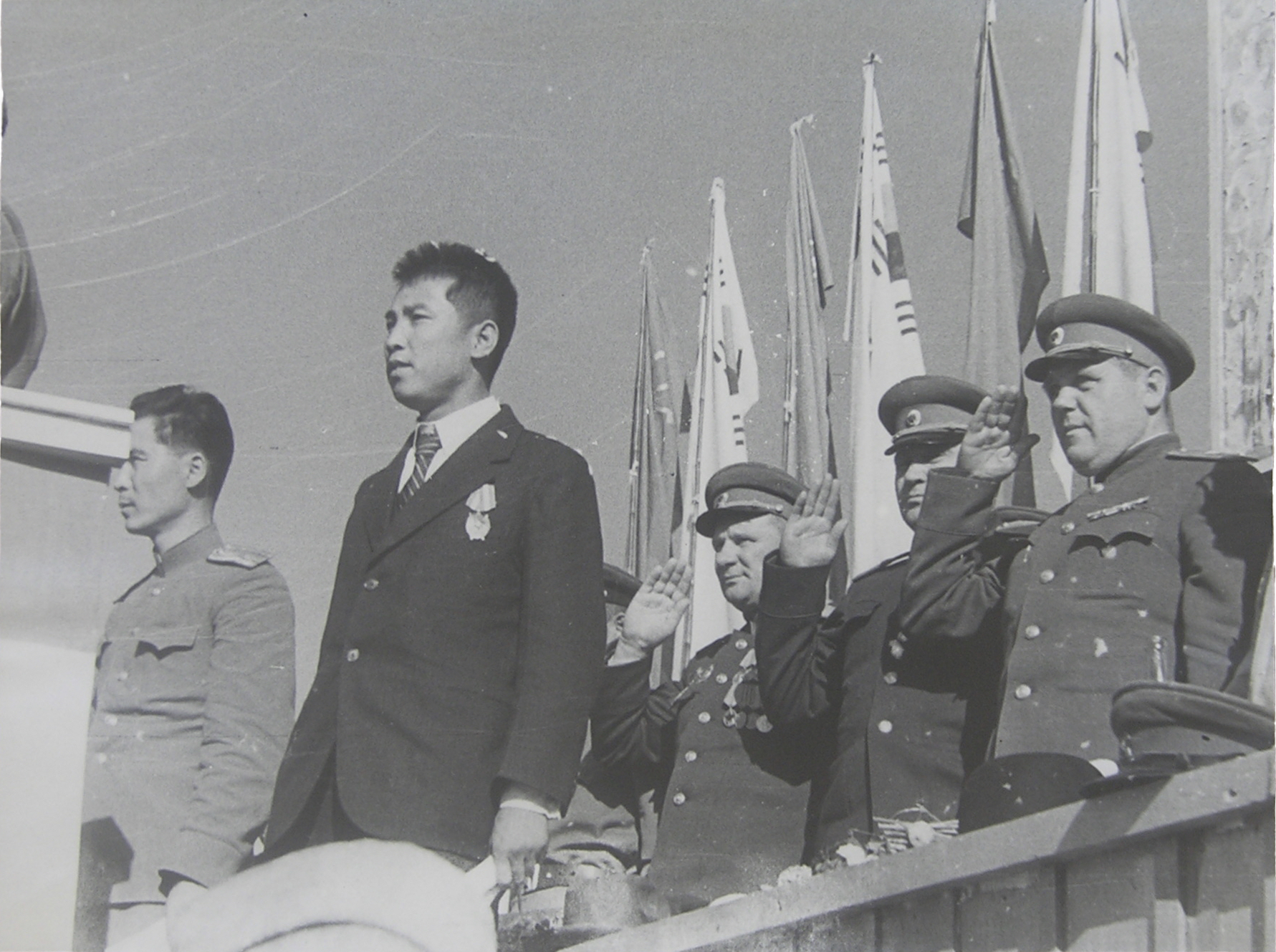
1945年10月14日の平壌市民大会
左からカン少佐、金日成、レベジェフ少将らソ連軍人

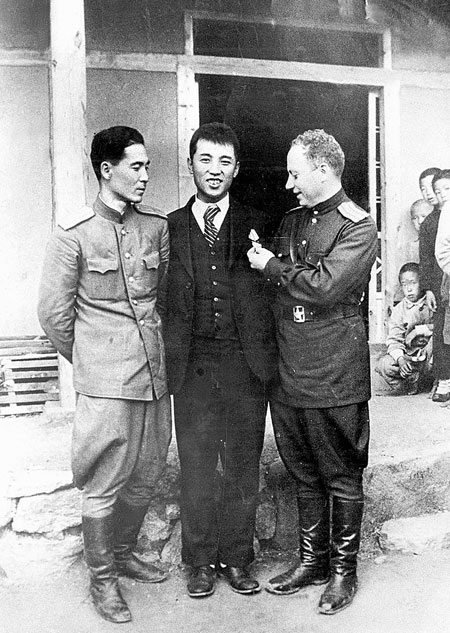
大会の前に勲章を授与される金日成
左からカン少佐、金日成、メクレル中佐

ミハイル・イヴァノヴィチ・カン（ロシア語: Михаил Иванович Кан, 1910年8月12日 - 1961年1月3日）または姜ミハイル（朝鮮語: 강미하일）は、ソビエト連邦の軍人。高麗人であり、朝鮮名は姜ヨング（ロシア語: Кан Ён Гу、朝鮮語: 강용구）。

## 略歴
1910年8月12日、沿海州ニコリスク・ウスリースキー郡のケドロフカに生まれ、1925年から1927年までケドロフカの普通学校、1927年から1929年までプツィロフカの青年農民学校、1929年から1932年までニコリスク・ウスリースキーの師範専門学校に学んだ。この間の1931年11月には全連邦共産党（ボリシェヴィキ）へ入党している。1932年8月にハバロフスクの極東国家図書出版所（ダリギス、ロシア語: Дальгиз）編集者課程を修了し、「ダリギス」ニコリスク・ウスリースキー支部の責任者を務めたのち、1933年からウラジオストクで「ダリギス」の大衆向け政治文学部門の朝鮮語版編集者として働く。1933年から1937年まで極東国立大学に在学し、同時に太平洋艦隊軍事法廷の通訳も務めた。1937年秋、カザフ・ソビエト社会主義共和国のクズロルダへ追放。1941年までカザフ文学・出版事業総管理局（カズグラヴリト、ロシア語: Казглавлит）に務め、朝鮮語新聞『レーニンの旗幟』の検閲を担当した。
1941年4月、クズロルダ市軍事委員会によって赤軍に召集され、極東戦線第25軍政治局の朝鮮語紙編集者となる。1941年6月、上級政治指導員に昇進。1942年1月から極東戦線政治局の朝鮮語紙編集者を務める。1942年10月、少佐に昇進。1944年4月から6月まで第3白ロシア戦線に配属。1945年から1946年まで第1極東戦線政治局第7課に配属され、朝鮮でグリゴリー・メクレル中佐とともに金日成の宣伝任務を務めた。
1945年8月末、約12人からなるソ連系朝鮮人のグループを呉基燮大尉と共に率いて平壌に入り、第25軍政治部の指揮下に入った。彼らの任務は、ソ連軍と地元民とのコミュニケーションを助けること、あらゆる種類の翻訳と通訳を行うこと、宣伝活動を行うことであった。姜と呉のグループは、ソ連軍が出版する朝鮮語の新聞「朝鮮新聞」づくりに着手した。編集者や著者は趙基天や田東赫を含む数人の学識者であった。姜のグループはソ連軍出版社とも呼ばれ、第7課の隊員で構成され、翻訳とプロパガンダ用の広告を担当していたが、ソ連軍士官と将官の多くが朝鮮についての知識がほとんど無い状況において、朝鮮系軍人は狭い意味での心理工作とプロパガンダだけに限定されることはなかった。主に政策決定に重要な影響を及ぼす顧問として活動し、その役割はソ連軍と管理者の朝鮮関連の知識不足で、より増大した。それは後に許雄培が、初期の北朝鮮を「ソ連通訳者の統治」と呼ぶほどにであった。
アンドレイ・ランコフは、1945年から1946年にかけてはミハイル・カンがソ連系朝鮮人の中でもっとも重要であり、「ソ連通訳者の統治」を体現する人物であったと評価している。当時カンが帯びていた少佐という階級はソ連系朝鮮人の中でも高いもので、ソ連軍部隊の中に朝鮮系の少佐がいるというだけでも朝鮮の地元民からの注目を集めていたのだが、かつて朝鮮を統治した日本軍においては少佐はソ連軍のそれよりも重要な階級であったために地元民からはなおさら印象深かったという。
1945年から1946年まで沿海軍管区政治局長として勤務したカラシニコフは、韓国語と中国語を完璧に駆使したと回顧している。
1946年2月、沿海軍管区の朝鮮語紙副編集長。1946年12月、極東軍管区の朝鮮語放送責任者。1947年7月、中佐に昇進。1954年2月から軍事翻訳学校の朝鮮語講師となる。1954年11月、予備役編入。1954年12月、雑誌『ソビエトの女性』の朝鮮語版編集長となり、1959年まで務めた。1961年1月3日に死去し、モスクワのダニロフスキー墓地に埋葬された。
対独戦争勝利記章、対日戦争勝利記章、戦功記章、朝鮮民主主義人民共和国の朝鮮解放記章を叙勲。

## 参考資料
- Шин, Д.В.; Пак, Б.Д.; Цой, В.В. (2011) (PDF), СОВЕТСКИЕ КОРЕЙЦЫ на фронтах Великой Отечественной войны 1941–1945 гг., ロシア科学アカデミー東洋学研究所, pp. 86-92 2018年12月24日閲覧。
- アンドレイ・ランコフ 著、下斗米伸夫、石井知章 訳『スターリンから金日成へ 北朝鮮国家の形成1945～1960年』法政大学出版局、2011年。ISBN 978-4-5886-0316-7。
- 우동현 (2016) (PDF). 1945～1950년 재북 소련계 조선인의 활동과 성격. ソウル大学校大学院 2019年1月25日閲覧。.
- 이헌익 (1991年9月18日). “이념보다 진한 우정…자식이 되찾았다|진도 김영원 회장-미하일강|두 집안의 우정과 분단44년”. 중앙일보 2023年3月3日閲覧。